# Derecho à la frontière canado-américaine
Le derecho à la frontière canado-américaine connu également sous le vocable «Boundary Waters Blowdown» est une ligne d'orages intenses qui a déferlé depuis les Dakotas jusqu'au Golfe du Maine en passant tout le long de la frontière canado-américaine entre le matin du 4 juillet 1999 et tôt le matin du 5. 
Ce Derecho est le plus nordique du type progressif (ou de saison chaude) jamais rapporté en Amérique du Nord, un autre en Finlande en 2002 semble être le plus au nord jamais rapporté dans le monde,. Il a fait cinq morts et près de soixante-dix blessés. Plus de 700 000 abonnés ont été privés l'électricité, certains jusqu'à une semaine. Les dommages causés par le vent aux arbres, maisons et autres structures se sont élevés à plus de 100 millions de $US (de 1999).

## Évolution et conséquences

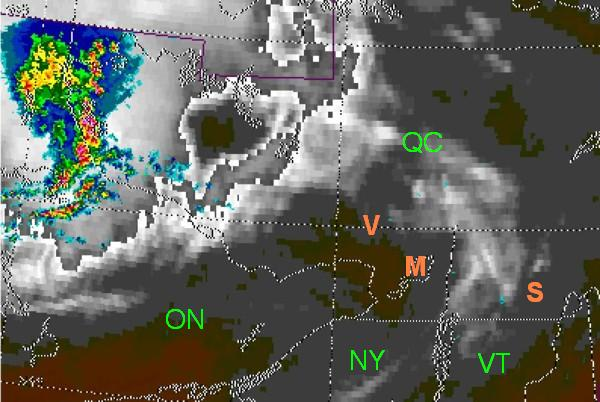
Image satellitaire et radar du passage du derecho (4-5 juillet 1999) au Québec, Canada. (ON = Ontario, NY = État de New York, VT= Vermont, M= Montréal, S= Sherbrooke et V = Val-des-Lacs)

Un complexe convectif de méso-échelle s'est formé dans le Dakota du Nord la nuit du 3 au du 4 juillet 1999. Vers 6 heures du matin (heure locale) le 4 juillet, le CCM s'est transformé en une ligne de grain en forme d'arc, dit grain en arc, qui se dirigea vers la ville de Fargo. Ainsi débuta un épisode de Derecho qui parcourra plus de 2 000 km en 22 heures, souvent à plus de 100 km/h. 

### Dakota et Minnesota
À l'aéroport international Hector de Fargo, les vents soufflèrent à 95 km/h durant 40 minutes avec un pic à 160 km/h endommageant plusieurs avions et hangars. La tempête a causé des dommages de 85 millions $US (de 1999) dans la région (autos, toits, arbres, etc. renversés) et plus de 40 000 personnes perdirent l'électricité. 
La ligne d'orage s'est dirigée ensuite vers le nord du Minnesota. Vers 10 heures, les comtés de Cass, d'Itasca et d'Aitkin étaient frappés et les autorités ont rapporté pour 3 millions $US en dommages, incluant un camion semi-remorque renversé sur la route 53 près de Canyon. Une personne fut tuée par noyade et on dénombre 60 blessés lors du passage du Derecho dans la forêt nationale de « Boundary Waters Canoe Area and Superior National Forest » en après-midi. Le parc était plein de campeurs en ces jours de la Fête de l'indépendance américaine.  Dans un corridor de 50 kilomètres de long et 10 à 20 de large, 60 % ou plus des arbres furent endommagés.

### Ontario
Le Derecho traversa ensuite en Ontario (Canada) vers 13 heures pour affecter les secteurs bordant le Lac Supérieur. Un bateau fut renversé par des vents estimés à 160 km/h sur le lac et deux personnes se noyèrent. Les orages atteignirent les régions de Sudbury-North Bay-Timmins entre la fin de l'après-midi et la soirée du 4 juillet, causant le même genre de dommages dans cette région peu populeuse. Entre autres, les rails du Canadien Pacifique furent encombrés par la chute d'arbres et le service ferroviaire fut coupé entre White River (en) et Chapleau.

### Québec
Le système entra sur le Québec, juste un peu avant minuit, dans la région du Témiscamingue. Il se déplaçait alors à 100 km/h et la ligne d'orage s'étendait sur plus de 400 km de long. Des rafales à 102 km/h ont été rapportées à la station automatique d'Angliers près de Témiscaming et plus de 6 000 coups de foudre à l'heure illuminaient le ciel. En descendant vers le sud-est, le Derecho tua un campeur à Val-des-Lacs dans la région des Laurentides vers 2 heures du matin le 5 juillet à la suite de la chute d'un arbre sur sa tente. Une femme fut également blessée de façon similaire dans son auto. 
À son arrivée dans la région de Montréal, vers 2h30 du matin, les vents ont renversé arbres, poteaux électriques et autres structures avant de continuer vers la région de l'Estrie où les dommages ont été encore plus importants, particulièrement aux érablières (+2 000 arbres touchés). Hydro-Québec rapporte que 600 000 personnes ont été privées d'électricité au Québec, certains jusqu'à une semaine. 

### Nouvelle Angleterre
La tempête a continué ensuite vers le Vermont, le New Hampshire et le Maine avant de mourir sur l'océan Atlantique après 6 heures du matin. Une personne se noya et trois furent blessées dans ces dernières régions.